# Alfred Agostinelli

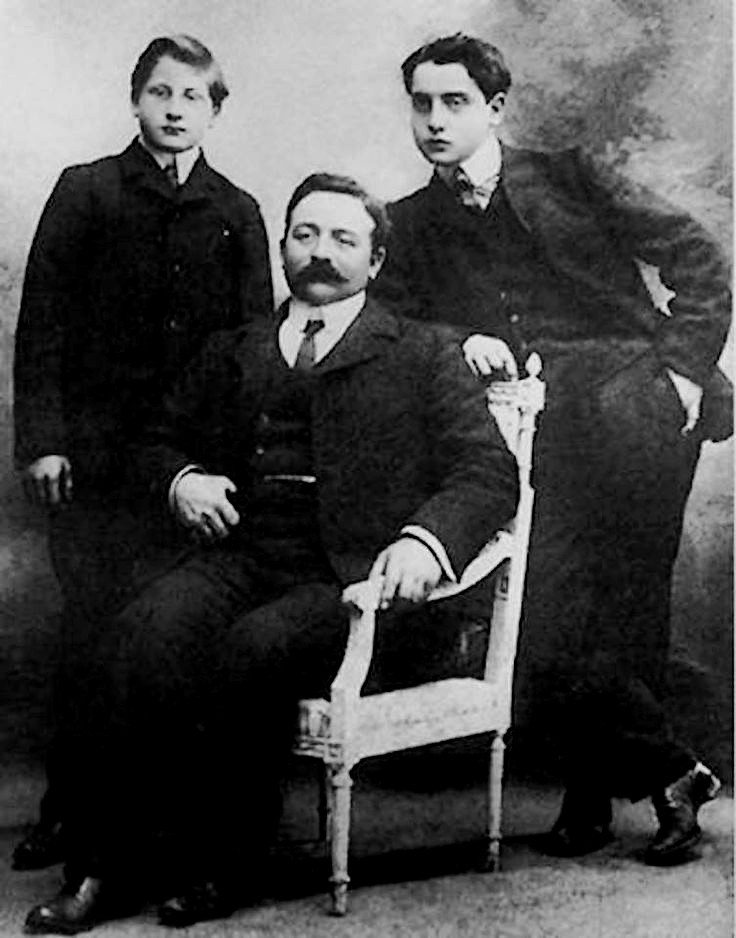
Alfred Agostinelli (rechts stehend) mit seinem Vater und seinem Bruder (um 1905)

Alfred Agostinelli (* 11. Oktober 1888 in Monaco; † 30. Mai 1914 in Antibes) war ein französischer Mechaniker und der Chauffeur und Sekretär des Schriftstellers Marcel Proust.
Agostinelli arbeitete als Fahrer für das von Prousts Schulfreund Jacques Bizet geführte Taxi-Unternehmen des Autoherstellers Automobiles Unic. Er begegnete Proust erstmalig im Sommer 1907 in Cabourg und machte mit ihm 1907 und 1908 zahlreiche Ausflüge in die umliegende Normandie, die Proust zu den im Figaro erschienenen Reiseeindrücken im Automobil anregten. Anlässlich eines Ausflugs nach Houlgate besteigt Proust spontan einen Zug nach Paris und nimmt Agostinelli mit.
1911 bat Agostinelli Proust um Fürsprache bei der Bewerbung seiner Geliebten Anna Square (die er als seine Frau vorstellte) beim Théâtre des Variétés in Paris. 1913 bat Agostinelli Proust darum, ihn als Chauffeur einzustellen. Da der Schriftsteller bereits ein Haushälterehepaar, die Albarets, hatte und Odilon Albaret als sein Chauffeur diente, bot Proust ihm an, sein Sekretär zu werden. Er quartierte ihn und dessen Lebensgefährtin bei sich ein. Proust beauftragte Agostinelli, den entstehenden ersten Band seiner Romanfolge Auf der Suche nach der verlorenen Zeit auf der Schreibmaschine abzuschreiben. Die Beziehung mit Proust entwickelte sich ab Herbst 1913 homoerotisch und verlief stürmisch. Proust verarbeitete seine Beziehung mit Agostinelli später in seinen Romanen. Der kluge und sensible Agostinelli ist das Vorbild für die Proustsche Romanfigur Albertine.
Im November 1913 publizierte der Verlag Éditions Bernard Grasset den von Agostinelli ins Typoskript gebrachten ersten Band der Romanfolge unter dem Titel Du côté de chez Swann. Anfang Dezember 1913 verschwand Agostinelli plötzlich. Proust erfuhr nach einiger Zeit, dass er zu seinem Vater nach Monaco gereist war. Wie sich herausstellte, hatte er auf der Reise das Pseudonym „Marcel Swann“ verwendet. Proust entsandte seinen Freund und Finanzberater Albert Nahmias (1886–1979), um Agostinelli jeden gewünschten Lohn anzubieten, falls er nur zurückkäme. Doch der damals 25-jährige leidenschaftliche Automobilist hatte seine Begeisterung für die ersten marktgängigen Flugzeug-Prototypen entdeckt und wollte lieber Flugstunden auf dem Aérodrome de la Grimaude nehmen. Proust erwog nun sogar, Agostinelli eines jener leichten Flugzeuge von René Hanriot zu kaufen, auf denen dieser lernte. Er hätte es mit der Aufschrift Le vierge, le vivace et le bel aujourd'hui... (das jungfräuliche, das lebhafte und das schöne Heute) versehen, dem Zitat aus einem Gedicht von Stéphane Mallarmé. Doch blieb keine Zeit, dieses Vorhaben zu verwirklichen: Agostinelli stürzte am 30. Mai 1914 bei seinem zweiten Alleinflug vor der Küste von Antibes unter den Augen seiner Verlobten und seines Bruders aus nur 200 m Höhe ab, als er in einer Kurve das Flugzeug um 90 Grad drehte und „auf den Innenflügel stellte“, wobei er vermutlich die Orientierung verlor und das Steuer falsch betätigte. Als das Flugzeug dann kurz auf dem Wasser schwamm, kletterte er nicht aus seinem Sitz, rief nur mit Handzeichen um Hilfe und versank mit der Maschine. Er wurde auf dem Cimetière de Caucade in Nizza begraben, wo sein Grab noch heute zu sehen ist. Zahlreiche Zeitungen berichteten international über diesen Absturz, doch ohne Erwähnung des damals noch kaum bekannten Proust.
Proust verfiel in eine tiefe Depression, doch bald begann er, die Romanfolge um eine Liebesgeschichte des Ich-Erzählers mit Albertine zu ergänzen. Diese im Lauf der Kriegsjahre von 1914 bis 1918 stark anwachsende Geschichte erschien dann später unterteilt in die beiden Romanbände La prisonnière (Die Gefangene) und Albertine disparue (Die Entflohene). Auch fügte er die neue Figur der Albertine, ankündigend, in die bereits geschriebenen Entwürfe für die Bände À l’ombre des jeunes filles en fleurs, Le côté de Guermantes und Sodome et Gomorrhe ein. Auch die spontane Fahrt nach Paris von 1907 wird vom Ich-Erzähler mit Albertine nachvollzogen, am Ende des Bandes Sodom und Gomorra. Das erste Auftreten Albertines lässt Proust im zweiten Band, Im Schatten junger Mädchenblüte, stattfinden, wo Albertine in einer Gruppe befreundeter Mädchen erscheint, wobei Proust eine solche Episode bereits seit längerem skizziert und schon im Frühjahr 1913 in den Entwurf des Bandes einbezogen hatte. Doch erfolgte nun die genauere Ausgestaltung dieser Figur und ihrer Beziehung zum Ich-Erzähler nach Agostinellis Vorbild. Bei den Romanen über Albertine handelt es sich um die autobiographischsten Teile der Romanfolge. Die noch nicht final überarbeiteten beiden Bände der Geschichte über Albertine erschienen erst nach Prousts Tod (1922): La prisonnière 1923, Albertine disparue 1925. Der Schlussband Le Temps retrouvé (Die wiedergefundene Zeit) erschien erst 1927.